# Hammondville, New South Wales
Hammondville este o suburbie în Sydney, Australia.